# Fukuda Jaszuo
Fukuda Jaszuo (japánul 福田 康夫, nyugaton Fukuda Yasuo) (Takaszaki, 1936. július 16. –) japán politikus, a Liberális Demokrata Párt korábbi elnöke, Japán 91. miniszterelnöke 2007 és 2008 között. A japán történelem leghosszabb ideig szolgáló kabinetfőtitkára volt 2000 és 2004 között, Mori Josiró és Koizumi Dzsunicsiró kormányában.
Abe Sindzó váratlan lemondása után lett az LDP főtitkára és Japán miniszterelnöke. Édesapja, Fukuda Takeo is Japán vezetője volt, ő az 1970-es években.
Bár Fukuda hivatali ideje alatt Japán rendezte a G8-as csúcsot, amely nemzetközi elismerést szerezve zökkenőmentesen lezajlott, maga a miniszterelnök népszerűtlen maradt a japán átlagemberek körében. 2008. szeptember 1-jén mondott le, utódjául Aszó Tarót választották.

## Fiatalkor
Fukuda a Gunma prefektúrai Takaszaki városában született 1936. július 16-án, Fukuda Takeo (későbbi japán miniszterelnök) legidősebb fiaként. Szetagajában, Tokió egyik kerületében nőtt fel és az Adzabu Középiskolában tanult. Közgazdaságtan szakon végzett a Vaszeda Egyetemen 1959-ben.
A diploma után a Maruzen Petroleum (ma a Cosmo Oil Company része) cég tagja lett. A következő 17 év során a politikához nem volt semmilyen köze, csak a munkájának élt. 1962 és 1964 között az Amerikai Egyesült Államokban dolgozott.
Amíg édesapja, Takeo Fukuda, miniszterelnök volt 1976 és 1978 között, Jaszuo politikai titkár lett.

## Politikai pálya
Az 1990. február 18-ai alsóházi választásokon Gunma prefektúra 4. kerületének képviselőjelöltjeként indult, sikeresen. A posztot azóta egymás után 6-szor szerezte meg. 1997 szeptemberében a Liberális Demokrata Párt alelnökévé választották. Mori Josiró miniszterelnök megválasztása után, 2000 októberében, az új kormányban a kabinet főtitkára lett. Ezt a címet 2004. május 7-éig viselte, amikor a nyugdíjrendszert érintő botrányok miatt lemondott. Kabinetfőtitkárként az egyik legjelentősebb sikere a Jaszakuni-szentély miniszterelnöki látogatásainak véget vetése.
2006-ban Fukudát tartották a legesélyesebbnek az LDP elnöki posztjára, de július 21-én úgy döntött, hogy nem jelölteti magát. Koizumi Dzsunicsiró utódjának akkor Abe Sindzót választották meg, így ő lett az LDP elnöke és Japán miniszterelnöke is.

## Miniszterelnök

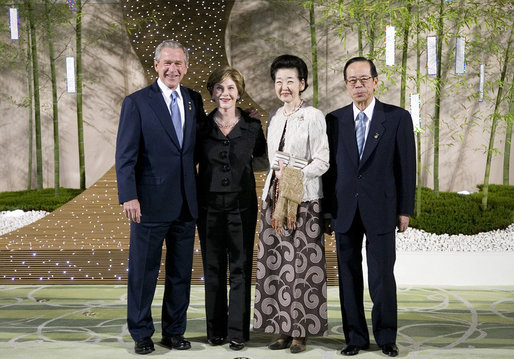
George Bush és Fukuda Jaszuo feleségeik társaságában a 2008-as G8 csúcstalálkozón.

### Megválasztása
2007 szeptemberében, Abe Sindzó lemondása után Fukuda bejelentette, hogy indulni az LDP elnöki posztjáért, ami a párt alsóházi többségéből adódóan a japán miniszterelnöki tisztség is. Fukuda rengeteg támogatást kapott, főleg a Macsimura Nobutaka vezette frakcióból. Nukaga Fukusiró pénzügyminiszter, aki korábban szintén jelölt volt, Fukuda mellé állt. Egyetlen ellenfele a posztra Aszó Taró korábbi külügyminiszter volt, bár még a választások előtt elismerte valószínű vereségét.
A szeptember 23-ai választáson Fukuda 330, Aszó 197 szavazatot kapott, így az LDP elnök Fukuda lett. Szeptember 25-én hivatalosan is megválasztották Japán 91. miniszterelnökének. Szeptember 26-án Fukuda és kormánya hivatalosan is letette az esküt a császár, Akihito jelenlétében.

### Belpolitikája
Fukuda a császári öröklődés kérdésében kevésbé konzervatív nézeteket vall: engedélyezné, hogy a trón örököse nő legyen.
Pártján belül nagy nyomással kell szembenéznie, hogy a Koizumi-reformok miatt elmaradott vidéket fejlessze (és ezzel szavazatokat is szerezzen magának és az LDP-nek) és több figyelmet szenteljen a társadalmi egyenlőtlenségeknek. Egyre több szakértő vélekedik úgy, hogy az 5%-os fogyasztási adó növelése elkerülhetetlen. A legnagyobb kivívások Fukuda számára azonban a szociális rendszer átalakítása, az óriási államadósság csökkentése, a népesség öregedésének megállítása és a 2009-re esedékes alsóházi választások, amelyek létfontosságúak pártjának a 2007-es felsőházi vereség után.

### Külpolitika
| Közvéleménykutatások a Fukuda-kormányról |               |              |
|                                          | Támogatók (%) | Ellenzők (%) |
| 2008/04                                  | 29            | 59           |
| 2008/05                                  | 24            | 64           |
| 2008/06                                  | 26            | 63           |
| 2008/07                                  | 26            | 61           |
| 2008/08                                  | 41            | 47           |

Rugalmasabb, ám keményebb álláspontot képviselt az észak-koreai emberrablások ügyében mint elődje, Abe Sindzó.
Az egyik legfontosabb kérdés Fukuda hivatali idejének első hónapjaiban Japán indiai-óceáni üzemanyag-ellátó küldetése volt. A szeptember 11-ei terrortámadás és Afganisztán inváziója után a japán parlament olyan törvényt fogadott el, mely szerint japán tankerhajók üzemanyaggal láthassák el a katonai kiküldetéseken lévő amerikai hajókat. Amikor Fukuda miniszterelnök lett, folytatni kívánta a missziót. Az ellenzéki többségű felsőház elutasította a javaslatot a további üzemanyag-ellátásra, de az alsóház az LDP kétharmados többségével elfogadta azt.
Fukuda kiemelte a szoros kapcsolatok szükségességét Kínával és ígéretet tett arra, hogy nem fogja látogatni a Jaszukuni-szentélyt. A szentély japán szomszédainak szemében az ország katonai múltjának jelképe.

### Környezetvédelmi politika
Fukuda 2050-re az üvegházhatású gázok kibocsátását Japánban 60-80%-kal kívánta csökkenteni. Egy 2008. június 9-én tartott beszédében elkötelezte magát, hogy Japánt a globális felmelegedés elleni harc vezetőjévé teszi majd.

### Bizalmatlansági indítvány
2008. június 11-én az ellenzéki Japán Demokrata Párt és kisebb szövetségesei bizalmatlansági indítványt fogadtak a miniszterelnök ellen a Japán Országgyűlés felsőházában. Céljuk az előre hozott választások kiírása volt. Ez volt az első ilyen indítvány az ország második világháború utáni történelmében. Az ellenzéknek nem tetszett Fukuda belpolitikája, mint például az új egészségügyi terve. Június 12-én a felsőház ellensúlyozására az LDP-többségű alsóház bizalmat szavazott Fukudának.

## Kormány
| Tisztség | Tisztséget viselő személy         | Tisztséget viselő személy                    |
| | Első kormány 2007. szeptember 26. | Első, átalakított kormány 2008. augusztus 1. |
| Kabinetfőtitkár                                                                                                  | Macsimura Nobutaka                | Macsimura Nobutaka                           |
| Belügyi és hírközlési miniszter                                                                                  | Maszuda Hiroja                    | Maszuda Hiroja                               |
| Igazságügyminiszter                                                                                              | Hatojama Kunio                    | Jaszuoka Okiharu                             |
| Külügyminiszter                                                                                                  | Kómura Maszahiko                  | Kómura Maszahiko                             |
| Pénzügyminiszter                                                                                                 | Nugaka Fukusiró                   | Ibuki Bunmei                                 |
| Oktatásügyi, kulturális, sport, tudomány- és technológiaügyi miniszter                                           | Tokai Kiszaburó                   | Szuzuki Cuneo                                |
| Egészség- és munkaügyi, népjóléti miniszter                                                                      | Maszudzoe Jóicsi                  | Maszudzoe Jóicsi                             |
| Földművelésügyi, erdészeti és halászati miniszter                                                                | Vakabajasi Maszatosi              | Óta Szeiicsi                                 |
| Gazdasági, kereskedelmi és iparügyi miniszter                                                                    | Amari Akira                       | Nikai Tosihiro                               |
| Földügyi, infrastrukturális és közlekedési miniszter                                                             | Fujusiba Tecudzó                  | Tanigaki Szadakazu                           |
| Környezetvédelmi miniszter                                                                                       | Kamosita Icsiró                   | Szaitó Tecuo                                 |
| Honvédelmi miniszter                                                                                             | Isiba Sigeru                      | Hajasi Josimasza                             |
| a Nemzeti Közbiztonsági Bizottság elnöke                                                                         | Izumi Sinja                       | Hajasi Motoo                                 |
| Gazdasági politikáért felelős tárca nélküli miniszter                                                            | Óta Hiroko                        | Joszano Kaoru                                |
| Pénzügyi politikáért és a közigazgatési reformért felelős tárca nélküli miniszter                                | Vatanabe Josimi                   | Motegi Tosimicu                              |
| Okinaváért, az északi területekért, a technológiáért és a szabályozási reformért felelős tárca nélküli miniszter | Kisida Fumio                      | Noda Szeiko                                  |
| Népességügyi, ifjúsági és nemi egyenlőségért felelőstárca nélküli miniszter                                      | Kamikava Jóko                     | Nakajama Kjókó                               |